# Cold War (film, 2018)
Pour plus de détails, voir Fiche technique et Distribution.
Cold War (Zimna wojna « Guerre froide ») est un film dramatique polonais réalisé par Paweł Pawlikowski. Son scénario a été écrit par le réalisateur en collaboration avec Janusz Głowacki et Piotr Borkowski. Cette coproduction polono-franco-britannique est sortie en 2018.
L’action du film est placée en Pologne, dans la période de la Guerre froide d’après la Seconde Guerre mondiale. C’est une histoire d’amour qui dure pendant 15 ans avec de longues périodes de séparation, et qui finit tragiquement dans les conditions du régime communiste et de l’isolement entre Bloc communiste et Occident.
Le film a été très bien reçu, obtenant de nombreuses récompenses, parmi lesquels le Prix de la mise en scène du Festival de Cannes 2018 et plusieurs prix de l’Académie européenne du cinéma la même année.

## Synopsis
En Pologne, en 1949, le compositeur Wiktor Warski, sa collaboratrice ethnomusicologue Irena Bielecka, et un membre de l’appareil du parti communiste, Lech Kaczmarek, parcourent une région rurale pour cueillir des chants et des danses traditionnelles, et pour recruter des membres pour un groupe folklorique. À cause de la pauvreté qui règne dans la région, beaucoup de jeunes gens se présentent aux auditions. Parmi eux se trouve Zuzanna Lichoń (Zula), une jeune fille qui en fait est citadine et ne connaît pas de chants folkloriques, mais elle est ambitieuse, belle, elle a du charme et une belle voix. Elle séduit le jury avec une chanson en russe qu’elle chante très bien. On apprend qu’elle a été condamnée pour avoir attaqué son père qui abusait d’elle, et qu’elle est en liberté conditionnelle.
Le groupe est formé et il a du succès. Entre Zula et Wiktor, nommé directeur musical du groupe, une relation d’amour pleine de passion débute, bien que le compositeur soit sensiblement plus âgé qu’elle. Kaczmarek, devenu chef du groupe, demande à Zula d’espionner Wiktor et de lui donner des rapports sur celui-ci. Elle ne peut pas refuser mais révèle à Wiktor qu’elle le fait. Il est déçu d’elle pour un moment mais l’amour est plus fort.
Le parti, par son représentant Kaczmarek, imprime au groupe, à côté de son caractère folklorique, une fonction de propagande communiste stalinienne, ce qui fait Irena le quitter. Wiktor reste pour Zula mais décide de partir en Occident. Il la convainc de le suivre. L’occasion apparaît en 1952, quand le groupe va donner un spectacle à Berlin-Est. Le mur n’existe pas encore et on peut passer à Berlin-Ouest. Ils s’entendent pour se retrouver à proximité d’un point de passage, après le spectacle. Quand celui-ci se termine, Zula ne peut pas se décider à partir, elle va à la fête donnée par les hôtes  allemands et boit beaucoup. Wiktor l’attend pendant longtemps mais elle ne vient pas, et il passe seul.
Wiktor s’établit à Paris, où il travaille comme pianiste dans le club de jazz l’Éclipse. Il a aussi une relation avec une femme qu’il n’aime pas. En 1954, le groupe de Zula arrive à Paris et ils se rencontrent, mais seulement pour un bref moment, dans la rue. À la question de Wiktor pourquoi elle ne l’a pas suivi, elle répond qu’elle n’avait pas confiance en elle-même. À ce moment-là non plus, elle n’ose pas rester à l’étranger. Elle retourne en Pologne avec le groupe mais leur amour ne s’éteint pas.
En 1955, le groupe donne un spectacle en Yougoslavie. Wiktor aussi y va pour revoir Zula mais il ne rencontre que Kaczmarek avant le spectacle. Elle, il ne réussit à la voir que de loin, lui étant dans la salle et elle sur la scène, parce que des agents de la police politique yougoslave le prennent et le font monter de force dans un train qui va vers l’Occident. En fait, ils lui rendent service, en ne le remettant pas aux Polonais.
Zula fait un mariage blanc avec un Italien et ainsi elle peut quitter la Pologne légalement. En 1957, elle va à Paris avec l’intention d’y rester avec Wiktor. Il l’introduit dans le cercle de ses amis du monde artistique et essaye de l’aider à se lancer. Par exemple, elle chante dans le club de Wiktor une chanson folklorique triste sur un amour qui ne peut s’accomplir, qu’elle chantait avec la chorale du groupe dès ses débuts. La chanson est arrangée par Wiktor et pour le moment, elle la chante en polonais. Wiktor et son ami français Michel veulent lui faire enregistrer un disque. Le texte de la chanson, qui revient plusieurs fois dans le film, est traduit en français par Juliette, une poétesse avec qui vivait Wiktor avant le venue de Zula. Zula n’arrive pas à s’adapter au milieu étranger, ce qu’on peut voir, entre autres, dans le fait qu’elle n’aime pas la chanson polonaise en français, elle enregistre son disque mais le cœur n’y est pas, et elle ne peut pas se réjouir quand celui-ci paraît. Lorsque Wiktor le lui remet, elle le jette dans une fontaine. Elle cherche le refuge dans l’alcool et finalement retourne en Pologne sans avoir prévenu Wiktor.
Wiktor est malheureux, il continue à aimer Zula et veut retourner en Pologne lui aussi. En 1959, il s’adresse au consul polonais, qui lui pose une condition : il pourra retourner après une période de temps où il espionnera les émigrants polonais qu’il connaît. Wiktor refuse et rentre en Pologne illégalement. Il est arrêté et condamné à 15 ans de détention dans un camp de travail pour trahison à la Pologne communiste et franchissement illégal de frontière. Zula réussit à lui rendre visite et lui promet de l’en sortir. Elle s’était mariée avec Kaczmarek dont la carrière a avancé, ils ont un enfant et elle chante toujours, mais elle est malheureuse et alcoolique.
En 1964, par les interventions de Kaczmarek, Wiktor est libéré mais c’est un homme fini : il ne peut plus jouer du piano, ayant quelques doigts mutilés. Il assiste avec Kaczmarek et l’enfant de celui-ci avec Zula, à un spectacle où elle chante une chanson de musique populaire dans le style des années 1960.
Après le spectacle, Zula demande à Wiktor de la délivrer d’une existence qu’elle ne peut plus supporter. Ils vont à une église en ruine isolée parmi des champs de blé, qui est apparue au début du film aussi. Zula met des comprimés sur l’autel, ils s’agenouillent et se disent les formules habituelles à la cérémonie de mariage, puis ils avalent les comprimés, vont s’asseoir sur un banc au croisement de chemins de campagnes où s’est arrêté l’autocar par lequel ils sont venus, et contemplent la vue devant eux. Le film se termine quand, à un moment, Zula dit « Allons voir l’autre côté aussi ». Ils se lèvent et sortent du cadre, où il ne reste que le ciel et les blés bercés par le vent.

## Fiche technique
- Titre original : Zimna wojna
- Titre français : Cold War
- Réalisation : Paweł Pawlikowski
- Scénario : Paweł Pawlikowski, Janusz Głowacki, avec la collaboration de Piotr Borkowski
- Musique : Marcin Masecki (pl)
- Direction artistique : Ivana Patricia Dilas Ceranic
- Décors : Marcel Sławiński, Katarzyna Sobańska-Strzalkowska
- Costumes : Aleksandra Staszko (pl)
- Photographie : Łukasz Żal
- Son : Maciej Pawlowski
- Montage : Jarosław Kamiński
- Production : Tanya Seghatchian, Piotr Dzięcioł, Ewa Puszczyńska
- Sociétés de production : MK2 (France), Opus Film (Pologne), Protagonist Pictures (Royaume-Uni)
- Sociétés de distribution : Diaphana Distribution (France), Kino Swiat (Pologne)
- Budget : 4 300 000 millions €[2]
- Pays de production :  Pologne,  France,  Royaume-Uni
- Langue originale : polonais, français, quelques dialogues en allemand
- Format : noir et blanc — 1,37 : 1 — Dolby Digital
- Genre : drame, romance
- Durée : 85 minutes
- Dates de sortie :
  - France : 10 mai 2018 (Festival de Cannes) ; 24 octobre 2018 (sortie nationale)
  - Pologne : 8 juin 2018
  - Suisse romande : 3 octobre 2018

## Distribution
- Joanna Kulig : Zuzanna Lichoń (Zula), chanteuse
- Tomasz Kot : Wiktor Warski, compositeur et pianiste
- Agata Kulesza : Irena Bielecka, collaboratrice de Wiktor
- Jeanne Balibar : Juliette, poétesse, amie française de Wiktor
- Borys Szyc : Lech Kaczmarek, chef du groupe folkorique polonais
- Cédric Kahn : Michel, ami français de Wiktor
- Adam Ferency : ministre polonais
- Adam Woronowicz : consul de Pologne à Paris
- Adam Szyszkowski : gardien de prison
- Martin Budny : un Américain
- Philip Lenkowsky : un Américain
- Giorgio Rayzacher : un écrivain
- Aleksandra Yermak : une intellectuelle
- Dražen Šivak (hr) : policier yougoslave en civil
- Slavko Sobin (hr) : policier yougoslave en civil
- Aloïse Sauvage : serveuse du bar parisien
- Anna Zagórska (pl) : Ania
- Tomasz Markiewicz (pl) : chef du ZMP
- Krzysztof Materna (pl) : le présentateur

## Autour du film

### Film et réalité
À côté des réalités historiques, sociales et politiques générales, qui apparaissent non pas de manière didactique mais suggérée, il y a d’autres éléments de réalité qui ont inspiré le réalisateur.
Pawel Pawlikowski a dédié ce film à ses parents, mais l’histoire du couple racontée dans le film n’est pas littéralement leur histoire. Par contre, les deux protagonistes portent les prénoms des parents du réalisateur, Wiktor et Zula (diminutif de Zuzanna). Dans une interview, le réalisateur relate que, lorsqu’ils se sont connus, sa mère avait 17 ans et son père dix ans de plus. Il avait beaucoup d’autorité et elle était un peu excentrique. Plus jeune, elle s’était enfuie de chez elle pour faire de la danse classique. Pendant 30 ans, ils se sont disputés, se sont trompés l’un l’autre, se sont mariés ensemble, ont divorcé, se sont remariés avec d’autres, se sont rencontrés à l’étranger, se sont re-séparés, pour devenir finalement un couple idéal. Leur relation changeait en fonction des événements, du contexte. Justement, dans le film, Pawlikowski a voulu montrer comment change le rapport de forces dans un couple en fonction du contexte.
Dans une interview, Pawlikowski dit que le groupe folklorique nommé dans le film Mazurek est inspiré du groupe Mazowsze, fondé à l’époque communiste, et qui existe encore en 2021, célèbre dans tout le Bloc de l’Est, que le réalisateur avoue avoir toujours admiré.

## Analyse et accueil critique
En France, le site Allociné recense une moyenne des critiques presse de 4/5, et des critiques spectateurs à 4/5.
Pour Thomas Sotinel (Le Monde), l’amour de Wiktor et Zula est impossible non seulement à cause des conditions externes mais aussi des différences entre eux. La priorité de Wiktor est de se réaliser en tant qu’artiste en liberté, alors que Zula cherche premièrement à se préserver des dangers. Malgré cela, leur amour résiste jusqu’à la mort. Le caractère de mélodrame est beaucoup atténué par la sobriété et la pudeur du film. Y contribuent également sa brièveté et le noir et blanc. Ce dernier procédé rend aussi l’atmosphère sombre de l’époque.
Selon Gérard Delorme (Première) aussi, entre Wiktor, un artiste formé par des études avant la guerre, et Zula, une fille simple, d’une catégorie sociale défavorisée, il y a une différence importante, qui n’est pas effacée par le régime communiste auto-proclamé égalitaire, mais par l’Occident non plus, comme si cette différence était inscrite dans les gènes des protagonistes. La mise en scène de Pawlikowski est d’une virtuosité sans ostentation. Il possède l’art d’exprimer beaucoup en montrant peu. D’après Gaël Golhen (Première), ce peu est constitué seulement des moments pleins de force de l’action, le spectateur pouvant imaginer ce qu’il y aurait entre eux, qu’il soit un Polonais qui connaît le contexte historique, ou un Occidental qui ne le connaît pas. Celui-ci aussi peut être captivé par le film, spécialement par la force émotionnelle qui émane des protagonistes.
Le critique roumain Daniel Iftene (PRESSONE) trouve que l’une des notes originales du film est la façon dont il montre comment le régime communiste a essayé de « pénétrer la conscience populaire par l’asservissement et l’indusrialisation du folklore »). Quant à la photographie, il remarque la manière dont elle fixe chaque moment comme un instantané de l’époque, et donne au film une beauté à part, surtout quand l’objectif s’approche du visage des personnages, réussissant ainsi que les protagonistes accaparent totalement le regard du spectateur.
Pour Jean-Claude Raspiengeas de La Croix, « tout autant que cette histoire d’amour dont le cinéma capte et sublime les regards pour leur charge émotionnelle, langage direct qui se passe de mots, les élans, les mouvements discrets, Cold War envoûte par le style du cinéaste, les ambiances sonores, des chants populaires polonais au climat jazzy de l’Ouest, l’infinie poésie des images, le temps allongé des scènes, la beauté de ce noir et blanc si éloquent. C’est un éloge de l’épure. Une démonstration de la puissance émotive du minimalisme pour traduire la relation tempétueuse de deux amants. ».
Concernant les acteurs, les critiques ont remarqué surtout le jeu superbe de Joanna Kulig (Zula), pour la manière dont son visage exprime les sentiments et l’évolution du personnage dans le temps, pour l’énergie, l’émotion et la volupté qui se dégagent d’elle, pour le mélange de force et d’apparente innocence qu’elle réussit à rendre. Pawlikowski disait qu’elle a non seulement un talent particulier d’actrice, mais aussi qu’elle chante et danse exceptionnellement bien, ayant une musicalité et une culture du mouvement phénoménaux.
Jacques Morice de Télérama considère que Cold War est « un mélodrame servi par un noir et blanc somptueux [...] Le cinéaste filme [l’]amour comme une malédiction, à travers des scènes où le plaisir et la mélancolie ne font qu’un. Des scènes à la fois intenses et un peu irréelles, comme les fragments distanciés d’un rêve ou d’un passé dont on ne voudrait garder que les souvenirs essentiels, douloureux et heureux. ».
Le même critique souligne le rôle central de la musique dans le film. Elle n’est pas seulement un accessoire mais fait partie de l’être des personnages. Les scènes où l’on cueille du folklore au début du film sont réalistes comme un film documentaire, genre dans lequel Pawlikowski a débuté. À son tour, Stephanie Zacharek (The Criterion Collection) remarque la variété de cette musique. La même chanson apparaît dans des styles différents : d’abord comme du folklore authentique, puis adaptée pour la scène, chantée en chœur, ensuite en style de jazz, une fois en polonais, une autre en français. Le critique hongrois de Slovaquie László G. Szabó remarque qu’il ne manque pas non plus l’improvisation de jazz comme expression du désespoir de Wiktor, ni le rock and roll des années 1950 dans lequel se réfugie Zula à côté de l’alcool. 

## Distinctions

### Récompenses
2018 :
- Festival de Cannes 2018 : Prix de la mise en scène[12]
- Prix du cinéma européen 2018[13] :
  - Meilleur film
  - Meilleur réalisateur
  - Meilleur scénariste
  - Meilleure actrice
  - Meilleur monteur
- Florida Film Critics Circle : Meilleure photographie[14]
- National Board of Review : Meilleur film en langue étrangère[15]
- New York Film Critics Circle (NYFCC) : Meilleur film en langue étrangère[16]
- New York Film Critics Online : Meilleur film en langue étrangère[17]
- Festival international War on Screen : Grand Prix du Jury

2019 :
- Prix du cinéma européen 2019 : People's Choice Award[18]
- Goyas 2019 : Meilleur film européen[19]
- American Society of Cinematographers (ASC) : Meilleure photographie[20]
- Union de la critique de cinéma (UCC) : Grand Prix 2019[21]

### Sélections
- Festival du film de Cabourg 2018 : sélection en section Panorama[22]
- Festival international du film de Karlovy Vary 2018 : sélection en section Horizons[23]
- Festival international du film de Toronto 2018 : sélection en section Special Presentations[24]
- Festival international du film de Saint-Sébastien 2018 : sélection en section Perles[25]
- Festival international du film d'Antalya 2018 : sélection en compétition[26]

### Nominations
- BAFTA 2019[27] :
  - Meilleur film en langue étrangère
  - Meilleur réalisateur
  - Meilleur scénario
  - Meilleure photographie
- César 2019 : Meilleur film étranger[28]
- Oscars 2019[29] :
  - Meilleur film en langue étrangère
  - Meilleur réalisateur
  - Meilleure photographie

### Sources
- Delorme, Gérard, « Cold War : Amour fou », Première, 24 octobre 2018 (consulté le 21 août 2021)
- Golhen, Gaël, « Le réalisateur Pawel Pawlikowski revient sur son magnifique mélo Noir et Blanc », Première, 16 novembre 2020 (consulté le 21 août 2021)
- (en) Hartwich, Dorota, « Pawel Pawlikowski delves to the heart of the Cold War » [« Pawel Pawlikowski pénètre jusqu’au cœur de la Guerre froide »], sur Cineuropa, 1er mars 2017 (consulté le 21 août 2021)
- Heyrendt, Hubert, « "Cold War" décroche le grand prix de l'UCC », La Libre, 6 janvier 2019 (consulté le 21 août 2021)
- (ro) Iftene, Daniel, « Războiul rece: dragostea nu e alb-negru » [« Cold war : l’amour n’est pas noir et blanc »], sur PRESSONE, 15 décembre 2018 (consulté le 21 août 2021)
- Morice, Jacques, « “Cold War”, la passion autour d’un rideau de fer », Télérama, 24 octobre 2018 (consulté le 21 août 2021)
- Raspiengeas, Jean-Claude, « ”Cold War”, l’amour fou au temps de la Guerre Froide », La Croix, 23 octobre 2018 (consulté le 21 août 2021)
- Sotinel, Thomas, « ”Cold War” : romance polonaise en temps de guerre froide », Le Monde, 11 mai 2018 (consulté le 21 août 2021)
- (hu) Szabó G., László, « Hidegháború, Oscar-díjasként » [« Cold War nommé pour l’Oscar »], sur UJSZO.com, 7 octobre 2018 (consulté le 21 août 2021)
- (en) Tapley, Kristopher, « National Board of Review Names ‘Green Book’ Best Film of 2018 » [« National Board of Review nomme ‘Green Book’ meilleur film de 2018 »], Variety, 27 novembre 2018 (consulté le 21 août 2021)
- (en) Zacharek, Stephanie, « Cold War: You’re My Only Home » [« Cold War: tu es ma seule patrie »], sur The Criterion Collection, 21 novembre 2019 (consulté le 21 août 2021)